# آرتور راینهارت
آرتور راینهارت (لهستانی: Arthur Reinhart؛ زادهٔ ۲۴ مارس ۱۹۶۵) فیلم‌بردار، تهیه‌کننده فیلم و تدوین‌گر اهل لهستان است.
از فیلم‌های او می‌توان به ۸۹ میلی‌متری از اروپا و فرزندان تلماسه فرانک هربرت اشاره کرد.